# Ben Tieber

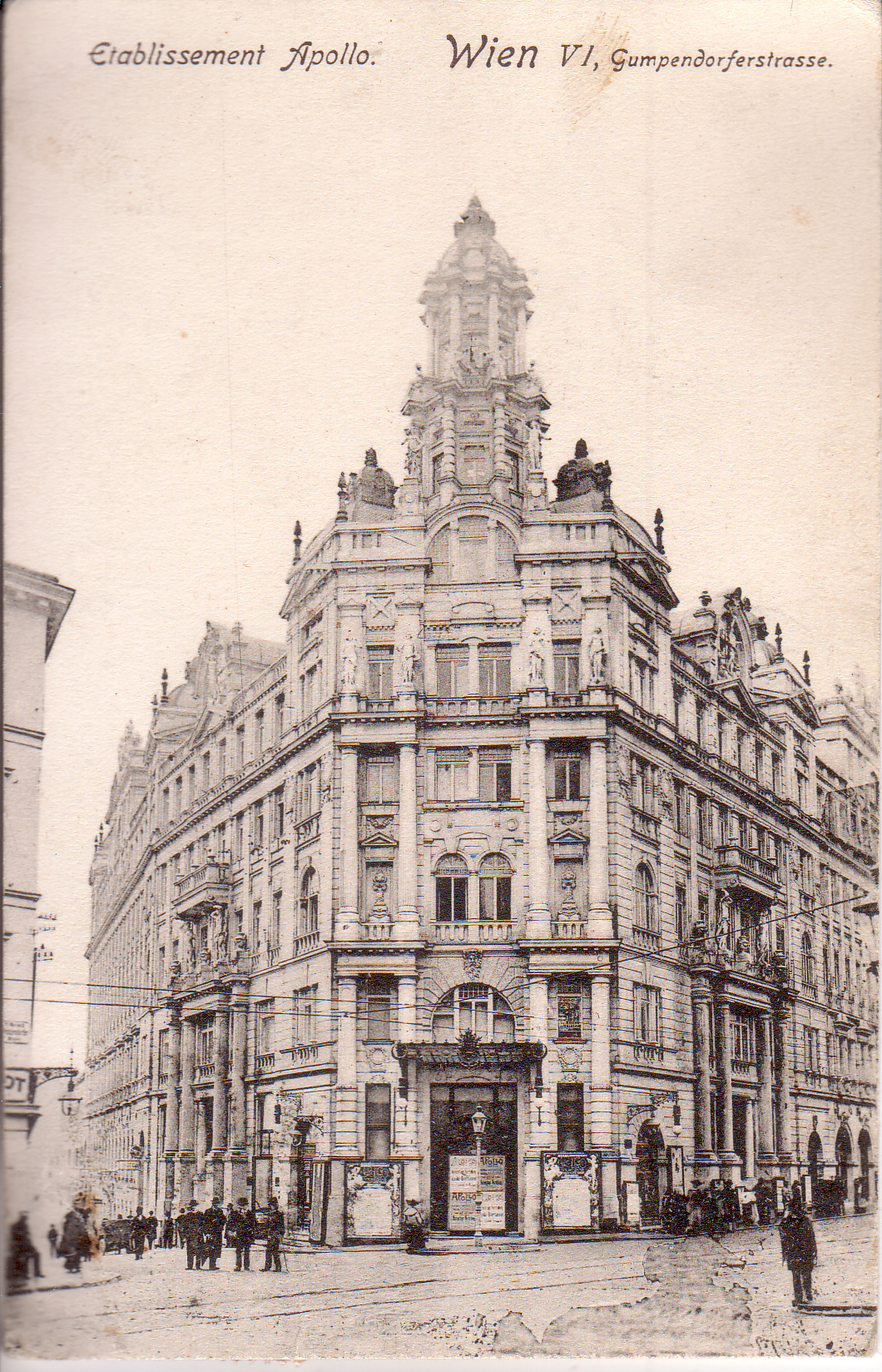
Ben Tiebers Etablissement Apollo

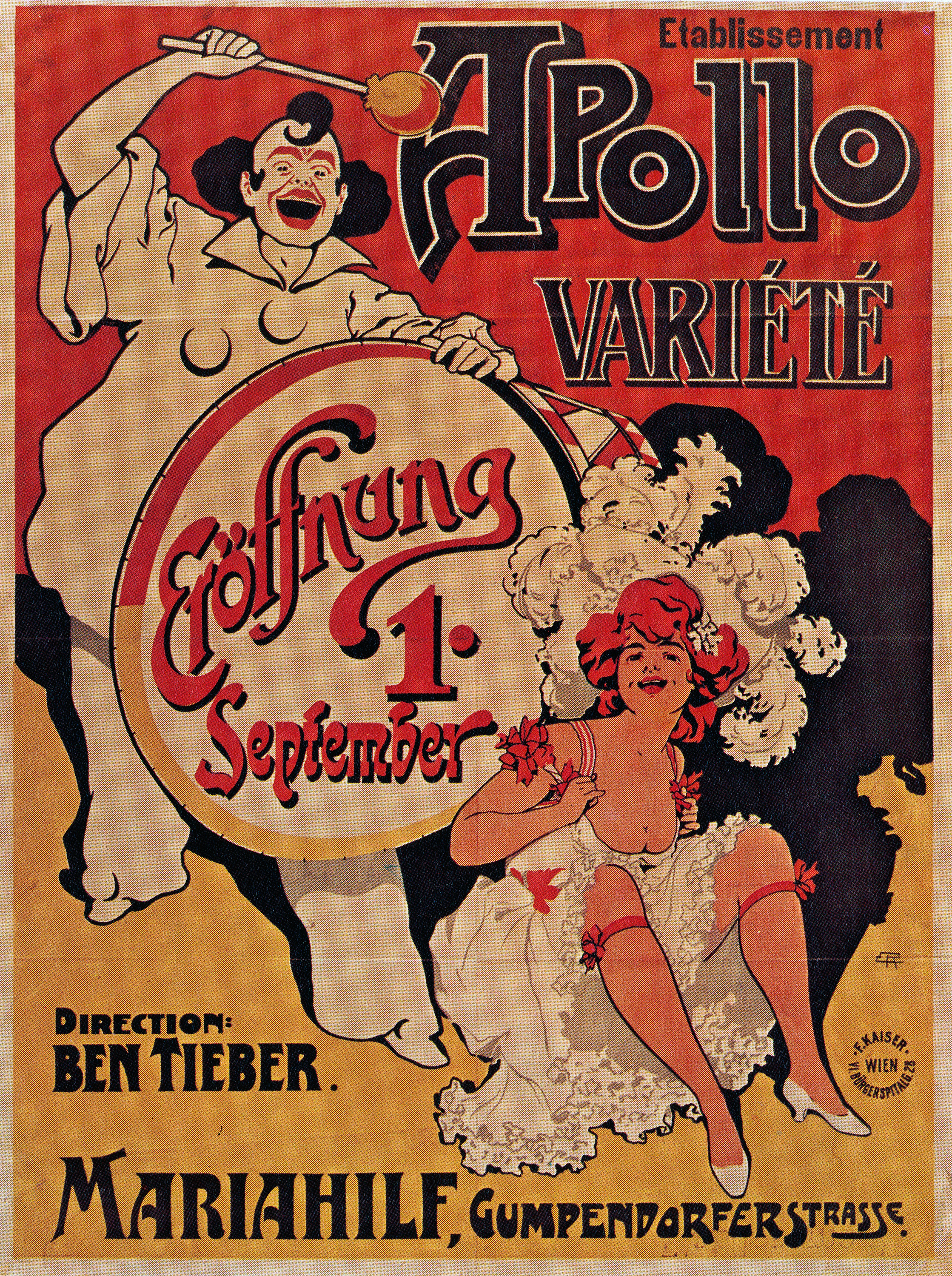
Etablissement Apollo, Variété, Plakat zur Eröffnung am 1. September 1904, Direktion Ben Tieber

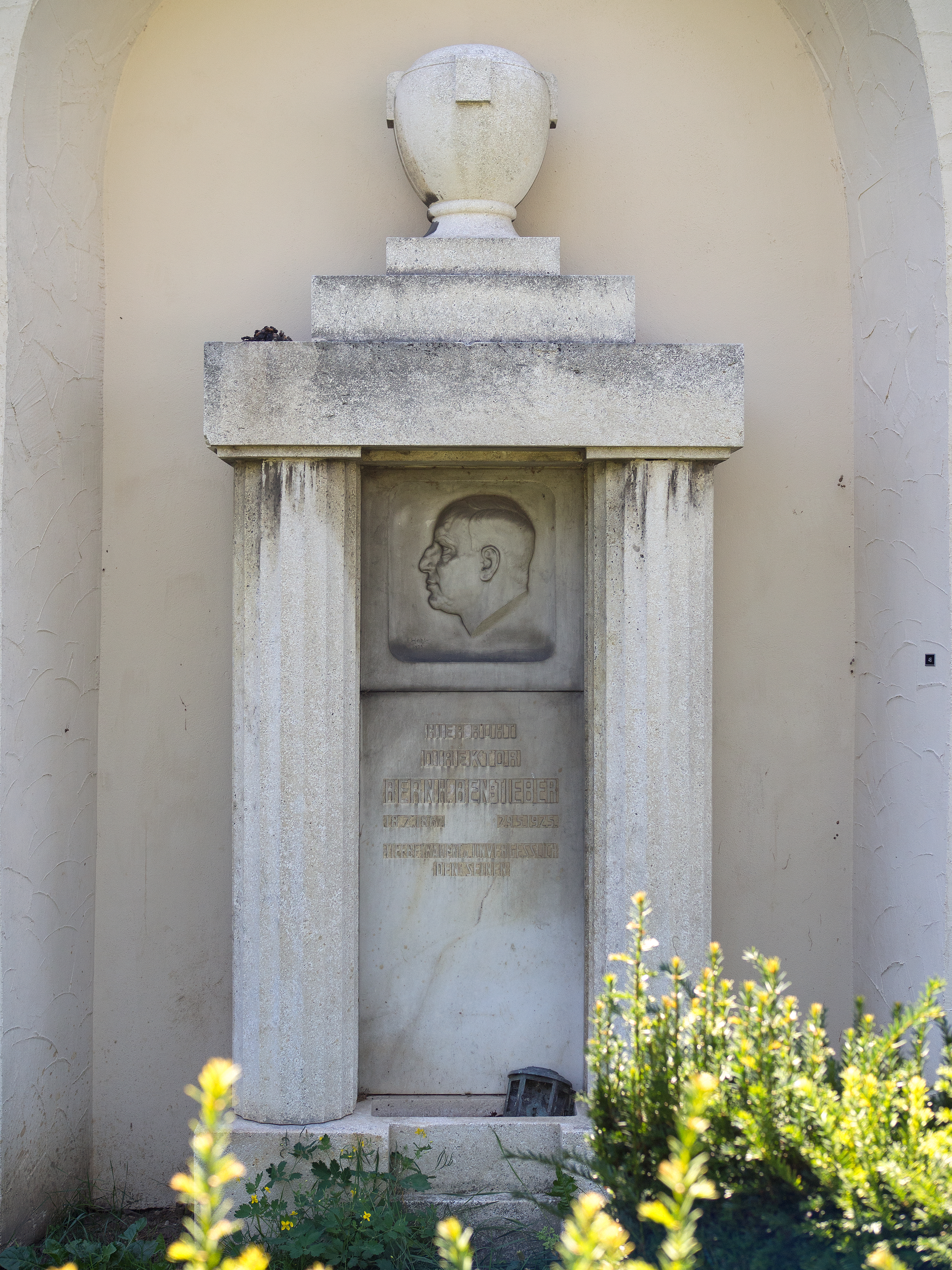
Grab von Ben Tieber (Feuerhalle Simmering)

Ben oder Bernhard Tieber (* 18. Februar 1867 in Pressburg, Königreich Ungarn, heute Slowakei; † 29. Mai 1925 in Wien) war ein österreichischer Theaterdirektor. Er führte seinen Familiennamen stets in der Schreibung Tieber (auf den Ankündigungen des Apollo-Theaters wie auch im Wiener Adressbuch findet sich ausschließlich diese Schreibung), scheint aber in der Fachliteratur auch mit Tiber auf.

## Leben
Ben Tieber war Direktor und ab 1905 Eigentümer des 1904 eröffneten Wiener Apollo-Theaters (heute Apollo-Kino) im 6. Wiener Gemeindebezirk, Mariahilf. Er machte das Apollo in den folgenden Jahren, den letzten Friedensjahren Österreich-Ungarns vor dem 1914 ausgelösten Ersten Weltkrieg, zum beliebtesten Varietétheater Wiens. Das Apollo konnte seinen größten Konkurrenten, das Etablissement Ronacher im 1. Bezirk, nicht zuletzt durch die Spezialisierung auf „Nuditäten“ überholen.
Am 17. August 1911 kaufte Ben Tieber von Otto Wagner, einem damals schon sehr bekannten Wiener Architekten, die Otto-Wagner-Villa in der Hüttelbergstraße 26 im Bezirksteil Hütteldorf des 14. Bezirks, Penzing, und bewohnte diese bis zu seinem Tod. Das Gebäude wurde später als Villa Wagner I bezeichnet, da Wagner auf dem Nachbargrundstück 1912 / 1913 die Villa Wagner II bauen ließ und somit bis zu seinem Tod 1918 Nachbar Tiebers wurde. Tiebers Villa gehörte später dem 2015 verstorbenen Maler Ernst Fuchs.

## Tod
Für Ben Tieber besteht bei der Feuerhalle Simmering in Wien auf Friedhofsdauer ein Urnengrab (Abt. MR, Gruppe 46, Grab 1G). Der elektronischen Gräbersuche der Friedhofe Wien GmbH zufolge wurde Tiebers Asche in diesem Grab am 28. November 1925 bestattet. Es bestehen keine Hinweise darauf, warum zwischen Tod und Urnenbeisetzung sechs Monate verstrichen.
Das Apollo-Theater wurde namens Tiebers minderjähriger Kinder 1928 an die damals stadteigene Kinobetriebsgesellschaft Kiba verkauft und wird als Apollo-Kino bis heute betrieben.

## Belletristik
Dem schottischen Österreich-Historiker Andrew Barker zufolge erscheint in Heimito von Doderers 1967 aus dem Nachlass des Autors als Fragment erschienenem Roman Nr. 7 / II. Der Grenzwald der jüdische Theaterunternehmer in der Gestalt des ungarischen Varietébesitzers Béla Tiborski.
Vincenz Ventruba, mit dessen Erlebnissen nach der Rückkehr aus dem Ersten Weltkrieg der Roman beginnt, trifft in einem Café in der Vorstadt einen älteren Herrn, der hier sein Bureau etabliert zu haben schien. Er war Varieté-Direktor, den Namen seines Etablissements kannte in Wien jeder Mensch. Das Gebäude hatte man im Krieg als Reservespital belegt. Alles musste nun renoviert werden. … Man könne dort niemand empfangen. Und mein Haus ist zu weit draußen, sagte Herr Béla Tiborski.
Tiborski hätte den jüngeren Ventruba gern als persönlichen Assistenten angestellt, doch Ventruba hat bereits Pläne in der Branche seines Vaters. Auch ein in Frage kommender Kamerad Ventrubas scheidet aus. Schließlich waren Tiborskis Büroräume wieder beziehbar, und dieser amtierte nicht mehr im Café, und blieb überhaupt aus.
Ben Tiber wird in Karl Kraus’ Monumentaldrama „Die letzten Tage der Menschheit“ in der Szene der beiden Kommerzialräte vor dem Hotel Imperial (3/7) erwähnt. In der Zeitschrift „Die Fackel“ schreibt Kraus: „Es war die Zeit der großen Weltwende und der Götze Ben Tieber, der einzige, dem Macht gegeben war über den Moloch, gebot über Leben und Tod. Da trat einer vor ihn hin, der war ein Sänger des Krieges, und sprach: Rette mich. Du allein entscheidest, ob ich leben werde oder sterben […]. Ben Tieber aber sprach: Bleibe bei mir und du sollst es gut haben. Und machte ihn zum Dramaturgen.“ [Fackel 437, November 1916, S. 108]